# Myrcia amoena
Myrcia amoena é uma espécie de planta do gênero Myrcia. É endêmica ao Brasil, ocorrendo no estado de Mato Grosso. De acordo com a União Internacional para a Conservação da Natureza, seu estado de conservação é deficiente de dados.